# Oswaldo de Camargo
Oswaldo de Camargo (Bragança Paulista, 24 de outubro de 1936) é um poeta, escritor, crítico e historiador da literatura brasileira. 

## Biografia
Filho de Martinha da Conceição e Cantiliano de Camargo, trabalhadores da lavoura de café, viveu parte da infância no campo. Após a morte dos pais, foi recolhido com seus irmãos Roberto e Jandira ao Preventório Imaculada Conceição. Movido por uma inclinação religiosa, tentou o ingresso em vários seminários, sendo recusado por ser negro. Por fim, foi admitido no Seminário Menor Nossa Senhora da Paz, em São José do Rio Preto, onde estudou música e humanidades e entrou em contato com a poesia parnasiana e a obra de Carlos Drummond de Andrade, passando a escrever poesia. Não prosseguiu na carreira religiosa, e então mudou-se para a capital paulista, onde trabalhou como organista da Igreja de Nossa Senhora do Rosário dos Homens Pretos e colaborou no suplemento literário do Correio Paulistano. Em 1959 assumiu a revisão no jornal O Estado de São Paulo e no mesmo ano publicou sua primeira obra, o volume de poesia Um homem tenta ser anjo.
Fez amizade com importantes intelectuais da época, como Sérgio Milliet, Clóvis Moura e Florestan Fernandes, aprofundou seus estudos sobre o Modernismo e iniciou um envolvimento com o movimento negro, participando ativamente da Associação Cultural do Negro e colaborando com jornais da imprensa negra como o Novo Horizonte, Níger e O Ébano.
Em 1972 publicou seu primeiro livro de contos, O carro do êxito, elogiado pelo crítico inglês David Brookshaw como o "primeiro exemplo de literatura baseada na vida urbana negra". Explorando o mesmo campo é a novela A descoberta do frio, publicada em 1979. Em 1978 integrou a histórica edição do primeiro número dos Cadernos Negros e participou da fundação do grupo Quilombhoje, mas afastou-se por divergências ideológicas. Em 1986 organizou uma antologia de literatura negra, A razão da chama, continuada no ano seguinte com o ensaio crítico e histórico O negro escrito: apontamentos sobre a presença do negro na Literatura Brasileira, que permanece como uma importante referência em seu campo. Depois sucederam-se muitos outros títulos de crítica, história, ficção e poesia, perfazendo uma grande obra publicada.
Sua produção tem sido estudada por diversos pesquisadores e foi uma inspiração para vários outros escritores. É considerado um dos principais nomes da literatura negra brasileira contemporânea. Para Zilá Bernd, a obra de Oswaldo de Camargo é um marco na literatura afro-brasileira, pelo fato de apresentar, no lugar de uma consciência ingênua, "a angústia da tomada de consciência de sua implicação simultânea em dois sistemas culturais diferentes". Para Bruna Cunha, ele "é um grande representante da literatura afro-brasileira, não apenas por sua contribuição em prosa e poesia, mas também por seu papel na divulgação e crítica desta vertente da literatura brasileira. Oswaldo se mostra como um artista que, ao permanecer escrevendo há mais de sessenta anos, é também um guardião e transmissor da memória da comunidade negra".